# کریسانتیوس
کریسانتیوس ساردی (زبان یونانی: Χρυσάνθιος؛ ۱ ژانویهٔ ۰۳۱۰ – ۱ ژانویهٔ ۰۳۹۰) فیلسوف اهل روم باستان بود که در مدرسه یامبلیخوس تحصیل کرد.
او یکی از شاگردان مورد علاقه آدزیوس بود و بیشتر خود را وقف جنبه عرفانی نوافلاطونی کرد. امپراتور روم ژولیان به توصیه آدزیوس نزد او رفت و از او دعوت کرد تا به دربار بیاید و در احیای هلنیسم کمک کند. اما کریسانتیوس با استناد به قدرت فال‌های بدی که آمده بود، امتناع کرد؛ احتمالاً متوجه شده بود که احیاء بعید است به ثمر بنشیند.
به‌همین دلیل او از اصلاحات مذهبی شدید در مقام کاهن اعظم لیدیه خودداری کرد. در نتیجه اعتدال او، تا زمان مرگ به‌عنوان کاهن اعظم باقی ماند و پاگانیست‌ها و مسیحیان او را مورد احترام قرار دادند. همسرش میت یکی از خویشاوندان یوناپیوس زندگی‌نامه‌نویس بود. یوناپیوس در سنین پیری به او توجه داشت و تا زمان مرگ به او ارادت داشت.